# Time flies
『Time flies』（タイム フライズ）は、日本の女性アイドルグループ乃木坂46の1枚目のベスト・アルバム。2021年12月15日にN46Div.から発売された。

## 背景とリリース
乃木坂46の結成10周年を記念した初のベスト・アルバム。2021年10月10日の公式YouTubeチャンネル「乃木坂配信中」の生配信で本作の発売が発表された。
Disc 1とDisc 2には、OVERTUREと、デビューシングル「ぐるぐるカーテン」から、28thシングル「君に叱られた」までの、CDシングル全表題曲と、本作のリード曲であり新曲「最後のTight Hug」の計30曲を収録。Disc 3には、1stアルバム『透明な色』から4thアルバム『今が思い出になるまで』までの各リード曲、パッケージ未収録の「世界中の隣人よ」「Route 246」「ゆっくりと咲く花」、さらに新曲として生田絵梨花ソロ曲「歳月の轍」、新内眞衣初のソロ曲「あなたからの卒業」、アンダー曲「Hard to say」を収録。
完全生産限定盤・初回仕様限定盤・通常盤の他、全37種のSony Music Shop限定 10周年記念メンバーカスタムジャケット盤でのリリース。
完全生産限定盤・初回仕様限定盤の共通封入特典として、イベント応募特典シリアルナンバーとメンバー生写真（ランダム）が封入される。完全生産限定盤と初回仕様限定盤のBlu-ray収録内容は異なり、CDの収録内容は共通している。また、通常盤とSony Music Shop限定 10周年記念メンバーカスタムジャケット盤の収録内容も共通している。
2021年11月5日、「最後のTight Hug」が先行配信シングルとして配信された。
| 形態                                                | 規格   | 規格品番                  |
| --------------------------------------------------- | ------ | ------------------------- |
| 完全生産限定盤                                      | 3CD+BD | SRCL-12020/4              |
| 初回仕様限定盤                                      | 3CD+BD | SRCL-12025/8              |
| 通常盤                                              | 2CD    | SRCL-12029/30             |
| Sony Music Shop限定 10周年記念 メンバージャケット盤 | 2CD    | SRC7-20/1〜92/3（全37種） |

## プロモーション
発売を記念し、2021年12月10日16時46分に東京タワーが乃木坂46仕様にライトアップされた
。このライトアップは一夜限り（同日24時消灯）で、乃木坂46のグループカラーでもある紫一色となり、展望台の南面デッキには「46ベスト」の窓文字も告知され、点灯式には秋元真夏・北野日奈子・与田祐希・賀喜遥香が出席した。

## アートワーク
約6年前にリリースした1stアルバム『透明な色』を彷彿とさせるジャケットをコンセプトに制作。2021年10月中旬頃に東京メトロ千代田線・乃木坂駅で終電から始発までの時間を利用して撮影が行われた。
1stアルバムのジャケットを手掛けたデザイナー・川本拓三、それ以降のジャケットを手掛けてきたデザイナー・吉田航がタッグを組みアートディレクションを担当。また、コンセプトデザイナーとして活躍している和田昇、1stアルバムのジャケットを撮影したカメラマンなど、歴代ジャケット制作を担当したクリエイター陣が集結し、10周年にふさわしい布陣で制作された。
駅のホームでは、この10年間でリリースしたシングル表題曲の歌唱衣装、そして改札付近では、この10年間でメンバーが着用してきた制服をランダムに並べ、カメラマン・太田好治が撮影。またフォトブックに収録されるソロカットも、1stアルバムをオマージュして、同じく乃木坂駅周辺で成長した今のメンバーの姿をカメラマン・羽田誠が撮影。10年間の歴史をまとめたスペシャルフォトブックやアーカイブ集など、ジャケット全体を通じて、乃木坂46の10年間の軌跡を振り返ることができる仕様となっている。

## チャート成績
- オリコンチャート
  - 初週28.2万枚を売り上げ、2021年12月27日付の「オリコン週間アルバムランキング」で初登場1位を獲得した[1]。2022年1月10日付の同ランキングでも週間1.2万枚を売り上げ、2週ぶりの1位を獲得した。この時点での累積売上は31.8万枚[2]。
  - 初週28万6061ptを記録し、2021年12月27日付の「オリコン週間合算アルバムランキング」で初登場1位を獲得した[18]。2022年1月10日付の同ランキングでも週間1万2957ptを記録し、2週ぶりの1位を獲得した。この時点での累積ptは32.5万pt[19]。
  - 月間30万6146枚を売り上げ、2021年12月度の「オリコン月間アルバムランキング」で1位を獲得した[5]。
- Billboard JAPAN
  - 初週28万1946枚を売り上げ、2021年12月22日公開の「Billboard Japan Top Albums Sales」で初登場1位を獲得した[3]。
  - 2021年12月22日公開の「Billboard Japan Hot Albums」で初登場1位を獲得した[4]。

## 受賞
- 第36回日本ゴールドディスク大賞「ベスト5アルバム」（邦楽）[20]

## 収録トラック

### Disc 1（全形態共通）
| 全作詞: 秋元康（#1を除く）。 |                            |                     |                                      |                      |      |
| #                            | タイトル                   | 作詞                | 作曲                                 | 編曲                 | 時間 |
| 1.                           | 「OVERTURE」               | 秋元康 （#1を除く） | 京田誠一                             | 京田誠一             | 1:18 |
| 2.                           | 「ぐるぐるカーテン」       | 秋元康 （#1を除く） | 黒須克彦                             | 湯浅篤               | 4:06 |
| 3.                           | 「おいでシャンプー」       | 秋元康 （#1を除く） | 小田切大                             | TATOO                | 4:10 |
| 4.                           | 「走れ!Bicycle」           | 秋元康 （#1を除く） | Shusui、伊藤涼、木村篤史、ヒロイズム | 湯浅篤               | 3:42 |
| 5.                           | 「制服のマネキン」         | 秋元康 （#1を除く） | 杉山勝彦                             | 百石元               | 4:23 |
| 6.                           | 「君の名は希望」           | 秋元康 （#1を除く） | 杉山勝彦                             | 杉山勝彦、有木竜郎   | 5:25 |
| 7.                           | 「ガールズルール」         | 秋元康 （#1を除く） | 後藤康二                             | 後藤康二             | 4:49 |
| 8.                           | 「バレッタ」               | 秋元康 （#1を除く） | サイトウヨシヒロ                     | 若田部誠             | 4:19 |
| 9.                           | 「気づいたら片想い」       | 秋元康 （#1を除く） | Akira Sunset                         | 湯浅篤               | 4:14 |
| 10.                          | 「夏のFree&Easy」          | 秋元康 （#1を除く） | 井上トモノリ                         | 橋本幸太             | 5:02 |
| 11.                          | 「何度目の青空か?」        | 秋元康 （#1を除く） | 川浦正大                             | 百石元               | 4:49 |
| 12.                          | 「命は美しい」             | 秋元康 （#1を除く） | Hiroki Sagawa                        | Hiroki Sagawa        | 5:15 |
| 13.                          | 「太陽ノック」             | 秋元康 （#1を除く） | 黒須克彦                             | 長田直之             | 4:03 |
| 14.                          | 「今、話したい誰かがいる」 | 秋元康 （#1を除く） | Akira Sunset、APAZZI                 | Akira Sunset、APAZZI | 4:24 |
| 15.                          | 「ハルジオンが咲く頃」     | 秋元康 （#1を除く） | Akira Sunset、APAZZI                 | Akira Sunset、APAZZI | 5:28 |
| 合計時間:                    | 合計時間:                  | 合計時間:           | 合計時間:                            | 65:27                |      |

### Disc 2（全形態共通）
| 全作詞: 秋元康。 |                                  |           |                        |                        |      |
| #                | タイトル                         | 作詞      | 作曲                   | 編曲                   | 時間 |
| 1.               | 「裸足でSummer」                 | 秋元康    | 福森秀敏               | APAZZI                 | 4:37 |
| 2.               | 「サヨナラの意味」               | 秋元康    | 杉山勝彦               | 若田部誠               | 4:59 |
| 3.               | 「インフルエンサー」             | 秋元康    | すみだしんや           | APAZZI                 | 4:30 |
| 4.               | 「逃げ水」                       | 秋元康    | 谷村庸平               | 谷村庸平               | 5:08 |
| 5.               | 「いつかできるから今日できる」   | 秋元康    | Akira Sunset、京田誠一 | 京田誠一、Akira Sunset | 4:39 |
| 6.               | 「シンクロニシティ」             | 秋元康    | シライシ紗トリ         | シライシ紗トリ         | 4:14 |
| 7.               | 「ジコチューで行こう!」          | 秋元康    | ナスカ                 | 野中“まさ”雄一         | 4:09 |
| 8.               | 「帰り道は遠回りしたくなる」     | 秋元康    | 渡邉俊彦               | 渡邉俊彦、早川博隆     | 4:29 |
| 9.               | 「Sing Out!」                    | 秋元康    | Ryota Saito、TETTA     | 野中“まさ”雄一         | 5:25 |
| 10.              | 「夜明けまで強がらなくてもいい」 | 秋元康    | 山田裕介               | APAZZI                 | 4:20 |
| 11.              | 「しあわせの保護色」             | 秋元康    | MASANORI URA           | 武藤星児               | 5:05 |
| 12.              | 「僕は僕を好きになる」           | 秋元康    | 杉山勝彦               | 杉山勝彦、石原剛志     | 4:51 |
| 13.              | 「ごめんねFingers crossed」      | 秋元康    | 杉山勝彦、APAZZI       | APAZZI                 | 4:17 |
| 14.              | 「君に叱られた」                 | 秋元康    | youth case             | 石塚知生               | 4:24 |
| 15.              | 「最後のTight Hug」              | 秋元康    | 杉山勝彦               | 杉山勝彦、谷地学       | 4:55 |
| 合計時間:        | 合計時間:                        | 合計時間: | 合計時間:              | 70:02                  |      |

### Disc 3（完全生産限定盤・初回仕様限定盤）
| 全作詞: 秋元康。 |                      |           |                      |                        |      |
| #                | タイトル             | 作詞      | 作曲                 | 編曲                   | 時間 |
| 1.               | 「僕がいる場所」     | 秋元康    | 杉山勝彦             | 杉山勝彦、有木竜郎     | 5:04 |
| 2.               | 「きっかけ」         | 秋元康    | 杉山勝彦             | 杉山勝彦、有木竜郎     | 5:20 |
| 3.               | 「スカイダイビング」 | 秋元康    | 菅井達司             | 菅井達司               | 4:08 |
| 4.               | 「ありがちな恋愛」   | 秋元康    | 杉山勝彦             | 野中“まさ”雄一         | 3:57 |
| 5.               | 「世界中の隣人よ」   | 秋元康    | taka                 | taka                   | 6:12 |
| 6.               | 「Route 246」        | 秋元康    | 小室哲哉             | 小室哲哉、Music Design | 3:53 |
| 7.               | 「ゆっくりと咲く花」 | 秋元康    | 石川陽泉             | 野中“まさ”雄一         | 4:38 |
| 8.               | 「歳月の轍」         | 秋元康    | Akira Sunset、APAZZI | APAZZI、Akira Sunset   | 5:49 |
| 9.               | 「あなたからの卒業」 | 秋元康    | Tony23               | 野中“まさ”雄一         | 3:55 |
| 10.              | 「Hard to say」      | 秋元康    | tee tea              | SHINTA                 | 4:07 |
| 合計時間:        | 合計時間:            | 合計時間: | 合計時間:            | 47:03                  |      |

### Disc 4（完全生産限定盤）
| #  | タイトル                                              | 作詞 | 作曲・編曲 | 監督     | 時間 |
| -- | ----------------------------------------------------- | ---- | ---------- | -------- | ---- |
| 1. | 「最後のTight Hug -music video-」                     |      |            | 池田一真 | 4:52 |
| 2. | 「"10th Anniversary"Documentary Movie「10年の歩み」」 |      |            | 高野寛地 |      |

### Disc 4（初回仕様限定盤）
| #  | タイトル                           | 作詞 | 作曲・編曲 | 監督     | 時間 |
| -- | ---------------------------------- | ---- | ---------- | -------- | ---- |
| 1. | 「最後のTight Hug -music video-」  |      |            | 池田一真 | 4:52 |
| 2. | 「歳月の轍 -music video-」         |      |            | 東市篤憲 | 5:46 |
| 3. | 「あなたからの卒業 -music video-」 |      |            | 伊藤衆人 | 3:52 |
| 4. | 「Hard to say -music video-」      |      |            | 岡川太郎 | 4:04 |
| 5. | 「しかちゃん・もっちゃんの動画」   |      |            |          |      |

## 歌唱メンバー

### ゆっくりと咲く花
- 伊藤純奈・北野日奈子・佐々木琴子・新内眞衣・鈴木絢音・寺田蘭世・堀未央奈・山崎怜奈・渡辺みり愛

2020年3月7日の「乃木坂46 幻の2期生ライブ @ SHOWROOM」で初披露された楽曲で、ミュージック・ビデオは『ALL MV COLLECTION2〜あの時の彼女たち〜』に収録されていたが、CD作品への収録は本作が初収録となる。そのためCD初収録ながら、楽曲には本作発売前に卒業している佐々木琴子、堀未央奈、伊藤純奈、渡辺みり愛、寺田蘭世も参加している。佐々木琴子はミュージックビデオには卒業後で参加していなかったが音源には参加している。

### 歳月の轍
- 生田絵梨花

曲名は「ときのわだち」と読む。2021年12月31日をもって卒業した生田のソロ曲。

### あなたからの卒業
- 新内眞衣

2022年2月10日をもって卒業した新内のソロ曲。

### Hard to say
- 1期生：齋藤飛鳥・樋口日奈・星野みなみ・和田まあや
- 2期生：北野日奈子・新内眞衣・鈴木絢音・山崎怜奈
- 3期生：伊藤理々杏・岩本蓮加・梅澤美波・久保史緒里・阪口珠美・佐藤楓・中村麗乃・向井葉月・吉田綾乃クリスティー
- 4期生：金川紗耶・北川悠理・黒見明香・佐藤璃果・柴田柚菜・林瑠奈・松尾美佑・矢久保美緒・弓木奈於

28枚目シングル「君に叱られた」のアンダーメンバー（本作発売前に卒業した寺田蘭世は除く）に加えて、過去にアンダーを経験したことのあるメンバー9名も参加している。